# Cosmarium thwaitesii
Cosmarium thwaitesii là một loài Song tinh tảo trong họ Desmidiaceae, thuộc chi Cosmarium.